# Prelude to the unsettled weather
Prelude to the unsettled weather is een compositie van Vagn Holmboe
Naast een hele ris symfonieën en strijkkwartetten schreef de Deense componist een tiental preludes voor kamerorkest, hier aangeduid als sinfonietta. Alle tien stukken zijn opgedragen aan musicoloog Robert Layton, die in zijn jaren de Scandinavische muziek trachtte te promoten in Engeland. De werken verschenen in een korte periode tussen 1986 en 1991; Holmboe, overleden in 1996, heeft ze overigens niet alle kunnen terugluisteren tijdens uitvoeringen.
Prelude to the unsettled weather is de tiende en laatste in de serie. De titel geeft exact de muziek weer. Het begint vrij kalm in traag Andante-serenotempo; steeds meer muziekinstrumenten voegen zich in het geheel en het tempo wordt opgevoerd tot Allegro deciso. De muziek en het tempo sterven ineens weg en de storm is voorbij.
De muziek werd vergeleken met muzikale pointillistische aquarellen, waarbij de invloed van de muziek van Carl Nielsen en Joseph Haydn niet ver weg is. Holger Arden leidde de première op 15 november 1992 in Oslo; gegeven door een jeugdorkest.  
Orkestratie
- 1 dwarsfluit, 1 hobo, 1 klarinet, 1 fagot
- 2 hoorns, 1 trompet
- 2 man/vrouw percussie
- 1 eerste viool, 1 tweede viool, 1 altviool, 1 cello, 1 contrabas